# Equipo Mujer-Menor
Los Equipos de mujer y menores (EMUME) son unidades de la Guardia Civil de España cuya misión es la investigación de los delitos cometidos contra menores y mujeres así como aquellos en los que participan como autores, prestándoles una atención especializada durante la intervención policial, de forma inmediata, adaptada al tipo de delito y a sus circunstancias.

## Funciones
Las principales funciones son:
- La violencia en el entorno familiar en todas sus formas.
- Los delitos contra la libertad sexual, fuera y dentro del ámbito familiar.
- Los delitos relacionados con la delincuencia juvenil.
- El tráfico de seres humanos con fines de explotación sexual.
- La pornografía infantil.

## Organización
Los EMUME se despliegan en Puntos de Atención Especializada (PAE) de las Unidades de Policía Judicial de la Guardia Civil que alcanzan todo el territorio nacional. Este despliegue se realiza a nivel central, provincial y comarcal.
El EMUME central apoya y complementa la actuación de los órganos territoriales.
El sistema de atención a mujeres y menores de la Guardia Civil se articula del siguiente modo:
- Los Puestos de la Guardia Civil conocen e intervienen en primera instancia, en los casos acaecidos en su demarcación.
- En casos de mayor importancia y complejidad interviene el Punto de Atención Especializada Comarcal al que corresponda. La Guardia Civil tiene desplegados 212 Puntos de Atención Especializada Comarcales.
- En casos más graves que impliquen agresiones a víctimas especialmente indefensas interviene el Punto de Atención Especializada Provincial. Actualmente están desplegados 54 PAEs distribuidos en las Unidades Orgánicas de Policía Judicial de las Comandancias de la Guardia Civil (nivel Provincial).
- Cuando concurren circunstancias de especial complejidad interviene el EMUME Central. El PAE Central se encuadra en la Unidad Técnica de Policía Judicial (Madrid).